# Nikola Milojević (calciatore)
Nikola Milojević (in serbo Никола Милојевић?; Mladenovac, 16 aprile 1981) è un ex calciatore serbo, di ruolo portiere.

## Carriera

### Nazionale
Nel 2004 ha partecipato agli Europei Under-21 (terminati dalla sua nazionale con un secondo posto) ed ai Giochi Olimpici di Atene.